# جاستيس سميث
جاستيس سميث هو ممثل أمريكي ولد في 9 أغسطس 1995،في يوم 5 يونيو 2020 أعلن بأنه كوير.